# 勝山市立荒土小学校
勝山市立荒土小学校（かつやましりつ あらどしょうがっこう）は、福井県勝山市荒土町に所在する公立小学校。2014年からユネスコスクール加盟校。妙金ナスやサツマイモを栽培して学校給食に利用しているほか、地域の伝統である炭焼き体験を長く実施している。
2020年9月時点で全校児童は99人。

## 特色

### 地域学習
荒土町ふるさとづくり推進協議会により4年生の炭焼き体験が企画され、2006年から継続して行っている。炭焼き体験は原木割り・窯入れ・ナラの植林の3工程を体験でき、3グループに分かれた児童が順番に体験する仕組みとなっている。植林する原木は事前に児童1人1人に1本ずつ手渡され、炭焼き体験まで学校で育てている。
また、「荒土地区かつやまっ子応援ネットワーク」の事業の一環として、5年生の児童が挿し芽から収穫までサツマイモの栽培を行い、秋に収穫して学校給食で食べるという活動も実施している。2020年度は農作物の流通の学習も兼ねて給食の代わりに販売体験が行われた。荒土小学校ではサツマイモの他に妙金ナスも栽培されており、地元農家から苗を譲り受けた5年生が世話をしている。夏に収穫された妙金ナスは麻婆茄子やスパゲティなど、先述のサツマイモと同様に給食の材料に利用される。
2017年からは「土っ子ふるさと運動会」と称し、地域学習の成果を活かした運動会を開催している。例としては、大玉転がしの最中に炭焼きの炭を模した黒塗りの段ボールを積み上げる、妙金ナスに見立てたボールを箱に投げ入れるなどの要素がある。この行事は地区の野菜などのPRも兼ねている。

### 台湾との交流
2020年から、「アートマイル国際協働学習プロジェクト」の一環として、2019年に発生した新型コロナウイルス感染症について6年生が台湾の小学校とオンラインで交流学習を行った。学習の成果として共同でコロナウイルス感染症とその対策をテーマとした壁画を卒業制作として製作し、またパートナー校である台北市立蛍橋国民小学の児童へのメッセージも製作した。